# 太阳碗
太阳碗（英語：Sun Bowl）是美国大学美式足球的年度碗赛之一，通常于每年12月底在德克萨斯州艾尔帕索举办。目前的比赛场地为{得克萨斯大学埃尔帕索分校的太阳碗体育场。太阳碗创立于1935年，与砂糖碗、橘子碗并列为全美历史第二悠久的碗赛（仅次于玫瑰碗）。早期的太阳碗是由边境联盟的冠军对阵一支受邀球队。
2014年起，太阳碗与贝尔克碗、条纹碗以及屠税者碗和音乐城碗之一分享大西洋沿岸联盟的第三至第六选择。联盟冠军或第一选择参加橘子碗，第二选择则参加拉瑟尔竞技碗。而参加太阳碗的另一支球队则是太平洋十二校联盟的第四选择。